# آرون جاكسون (كرة سلة)
آرون جاكسون (بالإنجليزية: Aaron Jackson)‏ مواليد 6 مايو 1986 في هارتفورد، هو لاعب كرة سلة أمريكي. بدأ مسيرته الاحترافية في سنة 2009. يحمل الرقم 9. يبلغ طوله 6 قدم 3 بوصة (1.9 م).

## المسيرة الاحترافية
لعب مع فيرتوس بالاكانسترو بولونيا في سنة 2010، ثم لعب مع بلباو باسكت في الدوري الإسباني من سنة 2010 إلى 2012، ثم لعب مع نادي سسكا موسكو لكرة السلة في الدوري الروسي في سنة 2012.

## إحصائيات المسيرة
| † | يشير إلى المواسم التي فاز فيها بالبطولة |

### الدوري الأوروبي
| السنة    | الفريق                     | لعب | بدأ | دقيقة | ميداني% | ثلاثية | حرة  | ارتداد | صنع | استلاب | تصدي | نقطة | أداء |
| -------- | -------------------------- | --- | --- | ----- | ------- | ------ | ---- | ------ | --- | ------ | ---- | ---- | ---- |
| 2011–12  | بلباو باسكت                | 20  | 20  | 25.3  | .470    | .341   | .800 | 2.8    | 3.9 | 1.0    | .0   | 9.1  | 10.3 |
| 2012–13  | نادي سسكا موسكو لكرة السلة | 30  | 6   | 18.4  | .468    | .302   | .773 | 1.9    | 1.3 | .5     | .0   | 5.0  | 5.1  |
| 2013–14  | نادي سسكا موسكو لكرة السلة | 30  | 7   | 17.2  | .486    | .302   | .824 | 1.6    | 2.0 | .7     | .0   | 4.8  | 6.4  |
| 2014–15  | نادي سسكا موسكو لكرة السلة | 28  | 19  | 21.7  | .542    | .408   | .771 | 2.4    | 3.1 | .9     | .0   | 7.2  | 10.0 |
| 2015–16† | نادي سسكا موسكو لكرة السلة | 24  | 18  | 15.4  | .456    | .289   | .667 | 1.3    | 2.3 | .4     | .0   | 4.5  | 4.6  |
| المسيرة  |                            | 132 | 52  | 19.3  | .487    | .332   | .772 | 1.9    | 2.4 | .7     | .0   | 5.9  | 7.1  |

## روابط خارجية
- آرون جاكسون على موقع الدوري الأوروبي لكرة السلة (الإنجليزية)
- آرون جاكسون على موقع إن بي أي (الإنجليزية)
- آرون جاكسون على موقع سبورتس رفرنس (الإنجليزية)
- آرون جاكسون على موقع الدوري الإسباني لكرة السلة (الإسبانية)
- آرون جاكسون على موقع كرة السلة الأوروبية.كوم (الإنجليزية)
- آرون جاكسون على موقع إي إس بي إن.كوم (الإنجليزية)
- آرون جاكسون على موقع كلية كرة السلة في سبورتس رفرنس.كوم (الإنجليزية)
- آرون جاكسون على موقع ريلجم (الإنجليزية)
- آرون جاكسون على موقع بروبوليرز (الإنجليزية)
- آرون جاكسون على موقع سبورتس رفرنس (الإنجليزية)